# Nymphargus truebae
Nymphargus truebae es una especie de anfibio anuro de la familia Centrolenidae.

## Distribución geográfica
Esta especie es endémica de la provincia de Paucartambo en la región de Cuzco, Perú. Habita en el valle del río Kosñipata a 1700 m de altitud en el lado amazónico de la Cordillera Oriental.

## Descripción
Los machos miden de 22.6 a 24.8 mm y las hembras hasta 24.8 mm.

## Etimología
Esta especie lleva el nombre en honor a Linda Trueb.

## Publicación original
- Duellman, 1976 : Centrolenid frogs from Perú. Occasional Papers of the Museum of Natural History, University of Kansas, vol. 52, p. 1-11[5]